# Regional Rugby Championship 2022
El Regional Rugby Championship de 2022 fue la duodécima edición del torneo de rugby entre equipos de Croacia y Eslovenia.
En esta edición no participaron clubes de  Bosnia y Herzegovina, Hungría, Montenegro y Serbia.

## Sistema de disputa
El torneo se disputó en formato de todos contra todos a una sola ronda, resultando campeón el equipo con más puntos al finalizar la disputa de los 3 partidos.

## Clasificación
| Pos. | Equipo                 | Encuentros | Encuentros | Encuentros | Encuentros | Tantos | Tantos | Tantos | PB | PB | Puntos |
| Pos. | Equipo                 | PJ         | PG         | PE         | PP         | F      | C      | Dif    | BO | BD | Puntos |
| ---- | ---------------------- | ---------- | ---------- | ---------- | ---------- | ------ | ------ | ------ | -- | -- | ------ |
| 1.º  | RK Nada Split          | 3          | 3          | 0          | 0          | 122    | 46     | +76    | 2  | 0  | 14     |
| 2.º  | Zagrebački Ragbi Savez | 3          | 2          | 0          | 1          | 92     | 80     | +12    | 2  | 1  | 11     |
| 3.º  | RK Ljubljana           | 3          | 1          | 0          | 2          | 79     | 128    | -49    | 2  | 0  | 6      |
| 4.º  | RK Sinj                | 3          | 0          | 0          | 3          | 75     | 114    | -39    | 2  | 1  | 3      |

|  | Campeón. |

| Bandera de Croacia    |
| Campeón RK Nada Split |
| Décimo título         |